# Міжконтинентальний кубок з пляжного футболу 2012
Samsung Міжконтинентальний кубок з пляжного футболу 2012 (англ. Samsung Beach Soccer Intercontinental Cup 2012) — другий розіграш  Міжконтинентального кубку з пляжного футболу, що відбувся з 30 жовтня по 3 листопада 2012 року. Участь у турнірі взяли 8 провідних національних збірних з 6 конфедерацій, що входять до складу ФІФА. Місцем проведення змагань, як і минулого року, було обрано арену у місті Дубай. 9 жовтня 2012 року було проведено жеребкування, під час якого вісім команд було розділено на дві групи по чотири команди. Розклад ігор було оприлюднено 11 жовтня 2012 року.
У вирішальному двобої зійшлися команди, що виборювали звання найсильнішої збірної і минулого року. Історія попереднього розіграшу повторилася — бразильці в черговий раз поступилися збірній Росії. Цього разу з рахунком 4:7.
Найкращим бомбардиров турніру став бразилець Фернандо Дді, що забив 10 м'ячів, а звання MVP турніру дісталося росіянину Єгору Шайкову.

## Учасники
| Команда   | Конфедерація | Кваліфікація                                                                |
| --------- | ------------ | --------------------------------------------------------------------------- |
| Бразилія  | КОНМЕБОЛ     | Переможець кваліфікації КОНМЕБОЛ (Південна Америка) на чемпіонат світу 2011 |
| США       | КОНКАКАФ     | Друге місце в змаганнях КОНКАКАФ (Північна Америка) 2012                    |
| Нігерія   | КАФ          | Друге місце в змаганнях КАФ (Африка)                                        |
| ОАЕ       | AFC          | Господар змагань                                                            |
| Японія    | AFC          | Друге місце в змаганнях АФК (Азія) 2012                                     |
| Росія     | UEFA         | Переможець чемпіонату світу 2011                                            |
| Таїті     | ОФК          | Переможець змагань ОФК (Океанія), господар чемпіонату світу 2013            |
| Швейцарія | УЄФА         | Переможець Євроліги 2012                                                    |

## Груповий етап

### Група A
| Команда | І | В | В+ | П | ГЗ | ГП | +/- | О |
| ------- | - | - | -- | - | -- | -- | --- | - |
| Росія   | 3 | 3 | 0  | 0 | 16 | 5  | +11 | 9 |
| ОАЕ     | 3 | 2 | 0  | 1 | 10 | 8  | +2  | 6 |
| Таїті   | 3 | 1 | 0  | 2 | 8  | 10 | -2  | 3 |
| США     | 3 | 0 | 0  | 3 | 7  | 18 | -11 | 0 |

| 30 жовтня 2012 18:00 |

| Росія                                                                              | 9 : 1    | США    |
| ---------------------------------------------------------------------------------- | -------- | ------ |
| Шайков 1' Єремєєв 9', 19', 26' Іпполітов 11' Шишин 21', 30' Крашенінніков 30', 36' | Протокол | 5' Гіл |

| Dubai Festival City, Дубай |

| 30 жовтня 2012 20:30 |

| ОАЕ                                             | 3 : 2    | Таїті                            |
| ----------------------------------------------- | -------- | -------------------------------- |
| Алі Карім 8' Р. аль Месаабі 29' А. Алі Рагі 35' | Протокол | 1' Т. Завероні 20' Р. Л. Ф. Куеє |

| Dubai Festival City, Дубай |

| 31 жовтня 2012 18:00 |

| Росія                               | 4 : 2    | Таїті                     |
| ----------------------------------- | -------- | ------------------------- |
| Леонов 2' Шишин 3', 6' Іпполітов 4' | Протокол | 2' Н. Беннетт 14' Таіаруї |

| Dubai Festival City, Дубай |

| 31 жовтня 2012 20:30 |

| США                               | 3 : 5    | ОАЕ                                                                          |
| --------------------------------- | -------- | ---------------------------------------------------------------------------- |
| Н. Перейра 4', 34' Е. Мейстер 10' | Протокол | 6' А. Алі Рагі 11' (пен.) М. Аббас 30' Алі Карім 31' Р. Ахмад 34' Гассан Алі |

| Dubai Festival City, Дубай |

| 1 листопада 2012 18:00 |

| Таїті                                                 | 4 : 3    | США                                          |
| ----------------------------------------------------- | -------- | -------------------------------------------- |
| Н. Беннетт 11', 34' Р. Л. Ф. Куеє 17' Т. Завероні 28' | Протокол | 14', 20' (пен.) А. Фельд 34' (пен.) О. Рейєс |

| Dubai Festival City, Дубай |

| 1 листопада 2012 20:30 |

| ОАЕ                                | 2 : 3    | Росія                                                 |
| ---------------------------------- | -------- | ----------------------------------------------------- |
| Гассан Алі 17' К. Алі Сулайман 19' | Протокол | 6' Горчинський 19' (авт.) К. Алі Сулайман 34' Єремєєв |

| Dubai Festival City, Дубай |

### Група В
| Команда   | І | В | В+ | П | ГЗ | ГП | +/- | О |
| --------- | - | - | -- | - | -- | -- | --- | - |
| Бразилія  | 3 | 3 | 0  | 0 | 16 | 11 | +5  | 9 |
| Нігерія   | 3 | 2 | 0  | 1 | 16 | 17 | -1  | 6 |
| Швейцарія | 3 | 1 | 0  | 2 | 16 | 15 | +1  | 3 |
| Японія    | 3 | 0 | 0  | 3 | 14 | 19 | -5  | 0 |

| 30 жовтня 2012 16:45 |

| Японія                                                  | 4 : 7    | Швейцарія                                                   |
| ------------------------------------------------------- | -------- | ----------------------------------------------------------- |
| С. Ямаучі 2' М. Комакі 5' А. Казумаса 12' С. Макіно 24' | Протокол | 5' П. Борер 8', 14', 21', 36' Д. Станкович 32', 33' М. Яггі |

| Dubai Festival City, Дубай |

| 30 жовтня 2012 19:15 |

| Бразилія                                                    | 6 : 3    | Нігерія                                         |
| ----------------------------------------------------------- | -------- | ----------------------------------------------- |
| Датінья 10' Мао 12' Бенжамін 20' Фернандо Дді 28', 28', 29' | Протокол | 10' О. Океммірі 19' Віктор Тале 25' І. Ібенегбу |

| Dubai Festival City, Дубай |

| 31 жовтня 2012 16:45 |

| Нігерія                                                                | 7 : 6    | Швейцарія                                                              |
| ---------------------------------------------------------------------- | -------- | ---------------------------------------------------------------------- |
| І. Ібенегбу 1', 31' Віктор Тале 4', 8', 33' О. Океммірі 10' А. Абу 36' | Протокол | 7' С. Лутц 8' С. Спаччаротелла 14' С. Мейєр 26', 28', 32' Д. Станкович |

| Dubai Festival City, Дубай |

| 31 жовтня 2012 19:15 |

| Бразилія                                                 | 6 : 5    | Японія                                                        |
| -------------------------------------------------------- | -------- | ------------------------------------------------------------- |
| Андре 8', 9' Жоржиньйо 17' Мао 17' Андерсон 20' Жіль 25' | Протокол | 6' М. Комакі 10' А. Казумаса 16', 20' С. Ямаучі 34' С. Сузукі |

| Dubai Festival City, Дубай |

| 1 листопада 2012 16:45 |

| Нігерія                                     | 6 : 5    | Японія                                           |
| ------------------------------------------- | -------- | ------------------------------------------------ |
| І. Ібенегбу 2', 3', 4', 17' А. Абу 17', 26' | Протокол | 2', 2', 17' А. Казумаса 26' Х. Ода 33' М. Комакі |

| Dubai Festival City, Дубай |

| 1 листопада 2012 19:15 |

| Швейцарія                                | 3 : 4    | Бразилія                                            |
| ---------------------------------------- | -------- | --------------------------------------------------- |
| В. Яггі 4' С. Мейєр 23' Д. Станкович 32' | Протокол | 21', 36' Фернандо Дді 34' Бруну Маліаш 35' Бенжамін |

| Dubai Festival City, Дубай |

## Плей-оф
|  | Півфінали   | Півфінали   |   |             | Фінал               | Фінал |  |
|  |             |             |   |             |                     |       |  |
|  | 2 листопада |             |   |             |                     |       |  |
|  | Росія       | 9           |   |             |                     |       |  |
|  | Нігерія     | 4           |   |             |                     |       |  |
|  |             |             |   |             |                     |       |  |
|  |             |             |   |             | 3 листопада         |       |  |
|  |             |             |   |             | Росія               | 7     |  |
|  |             | Бразилія    | 4 |             |                     |       |  |
|  |             |             |   |             |                     |       |  |
|  |             |             |   |             |                     |       |  |
|  |             |             |   |             | Матч за третє місце |       |  |
|  | 2 листопада | 2 листопада |   | 3 листопада | 3 листопада         |       |  |
|  | Бразилія    | 5           |   | Нігерія     | 7                   |       |  |
|  | ОАЕ         | 3           |   |             | ОАЕ (ОТ)            | 8     |  |

### Півфінали
| 2 листопада 2012 19:15 |

| Росія                                                                      | 9 : 4    | Нігерія                                        |
| -------------------------------------------------------------------------- | -------- | ---------------------------------------------- |
| Іпполітов 1' Шайков 3', 21', 25', 32' Шишин 5' Єремєєв 11', 29' Леонов 16' | Протокол | 7', 33' Б. Ібенегбу 22' А. Абу 36' Віктор Тале |

| Dubai Festival City, Дубай |

| 2 листопада 2012 20:30 |

| Бразилія                                            | 5 : 3    | ОАЕ                                                        |
| --------------------------------------------------- | -------- | ---------------------------------------------------------- |
| Жіль 1' Фернандо Дді 10', 21', 34' Бруну Маліаш 14' | Протокол | 23' К. Алі Гассан 26' (пен.) Р. Ахмад 34' (пен.) Алі Карім |

| Dubai Festival City, Дубай |

### Матч за третє місце
| 3 листопада 2012 19:15 |

| Нігерія                                                                        | 7 : 8 (ОТ) | ОАЕ                                                                                        |
| ------------------------------------------------------------------------------ | ---------- | ------------------------------------------------------------------------------------------ |
| І. Олавале 5', 17' (18) І. Маїджама'а 21' Р. Аль Месаабі 25' (авт.) А. Абу 35' | Протокол   | 2', 14', 19' Р. Ахмад 24' Гассан Алі 26' Алі Карім 29', 37' Р. Аль Месаабі 31' А. Аль Рагі |

| Dubai Festival City, Дубай |

### Фінал
| 3 листопада 2012 20:30 |

| Росія                                                     | 7 : 4    | Бразилія                                                |
| --------------------------------------------------------- | -------- | ------------------------------------------------------- |
| Макаров 5', 28' Шайков 9', 12', 15', 21' (пен.) Шишин 23' | Протокол | 22', 28' Фернандо Дді 31' Бруну Маліаш 36' (пен.) Андре |

| Dubai Festival City, Дубай |

## Підсумкове положення команд
| Місце | Команда   |
| ----- | --------- |
| 1     | Росія     |
| 2     | Бразилія  |
| 3     | ОАЕ       |
| 4     | Нігерія   |
| 5     | Швейцарія |
| 6     | Таїті     |
| 7     | Японія    |
| 8     | США       |